# 터미널 작전
터미널 작전은 1942년 11월 8일에 제2차 세계 대전의 횃불 작전의 일환으로 진행된 연합국의 군사 작전이다. 미국군, 영국군이 비시 프랑스가 차지하고 있던 알제 항에 직접 상륙하기 위한 차원에서 진행했지만 비시 프랑스군의 반격으로 인해 실패했다.